# Referendum in Sierra Leone 2017

Flagge von Sierra Leone

Vor September 2017 war im westafrikanischen Sierra Leone ein Referendum zu einer neuen Verfassung vorgesehen. Die neue Verfassung wurde vom Constitutional Review Committee seit 2013 ausgearbeitet und im Januar 2017 dem Staatspräsidenten vorgelegt.
Aus diesem Grund haben die Parlamentswahl und Präsidentschaftswahl nicht turnusmäßig nach fünf Jahren, also 2017, stattgefunden.